# Hagymás-patak
A Hagymás-patak a Cserhátban ered, Szalmatercs településtől északkeletre, Nógrád vármegyében, mintegy 260 méteres tengerszint feletti magasságban. A patak forrásától kezdve nyugati irányban halad, majd Szalmatercs nyugati részénél éri el a Ménes-patakot.

## Part menti települések
- Szalmatercs